# Menneval
Menneval ist eine französische Gemeinde mit 1532 Einwohnern (Stand 1. Januar 2022) im Département Eure in der Region Normandie. Sie gehört zum Kanton Bernay.

## Geografie

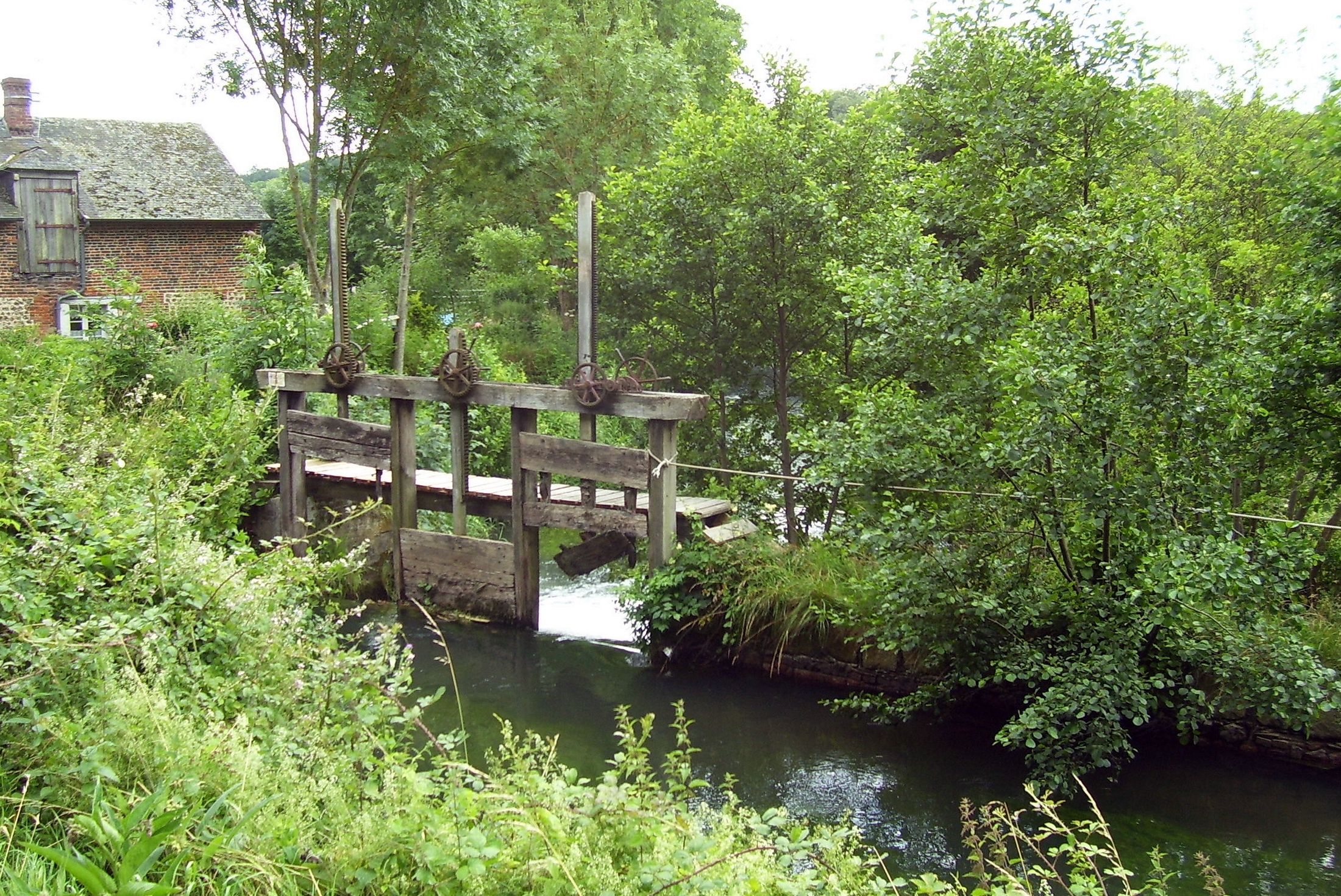
Wehr der Charentonne in der Nähe des Schlosses von Menneval

Menneval liegt auf der Grenze des Pays d’Ouche zum Lieuvin an der Charentonne am Ostrand von Bernay, etwa 28 Kilometer nordöstlich von Lisieux. Weitere angrenzende Gemeinden sind Saint-Léger-de-Rôtes im Nordosten und  Valailles im Nordwesten. Zu Menneval gehören die Weiler Toussue und La Vallée.
Menneval ist einer Klimazone des Typs Cfb (nach Köppen und Geiger) zugeordnet: Warmgemäßigtes Regenklima (C), vollfeucht (f), wärmster Monat unter 22 °C, mindestens vier Monate über 10 °C (b). Es herrscht Seeklima mit gemäßigtem Sommer.

## Geschichte
Der Ortsname wurde aus der lateinischen Bezeichnung Magna vallis, „großes Tal“, abgeleitet. Damit wurde der Unterschied zwischen Menneval und Valailles beschrieben. Denn Valailles ist von Valliculae, „kleine Täler“, abgeleitet. Der Name Manavilla findet sich auf einer Urkunde aus der Zeit Karls des Kahlen (823–877). Die Urkunde betrifft Besitztümer der Abtei St-Ouen de Rouen. In einer späteren Urkunde, die eine Schenkung durch Judith de Bretagne (982–1017) an die Abtei Notre-Dame de Bernay betrifft, wird Menneval als Manneval erwähnt. Nach dem Tod von Mathieu de Varennes gelangte die Familie de Bréauté im 14. Jahrhundert durch Heirat in den Besitz der Ortschaft. Roger III. de Bréauté, Seigneur von Néville und Menneval, war Kammerherr von Karl VI. (1368–1422) und Karl VII. (1403–1461). Durch die Belagerung von Harfleur geriet er in finanzielle Schwierigkeiten. Er musste Lösegeld an die Engländer bezahlen. Deshalb verkaufte er 1413 Menneval, seine Besitzungen in Bernay und in anderen Ortschaften der Gegend an Jean VII. d’Harcourt. Er behielt sich allerdings das Rückkaufsrecht vor. Zwei Jahre später forderte der König die verkauften Ländereien für sich. Menneval wurde Teil der domaine royal. Heinrich V. (1387–1422) forderte bei seiner Invasion in der Normandie ebenfalls Menneval für sich. Heinrich II. (1519–1559) verkaufte Menneval wieder. 1648 wurde Claude d’Erneville Seigneur von Menneval. Er vergrößerte seinen Grundbesitz, indem er Ländereien dazukaufte. Der spätere Besitzer Louis-Jacques Grossin de Bouville (1759–1838) wohnte in seinem Schloss in Rouen und schenkte Menneval seiner Schwester, die 1781 Pierre-Alexandre Dauger heiratete. Dauger war in der Zeit der Restauration Vorsitzender des Generalrats von Eure.
Vor der Französischen Revolution (1789–1799) war Menneval Sitz eines seigneurialen Gerichtshofs, der über die höchsten Rechte (Justice haute) verfügte, also auch Todesurteile fällen konnte.
1793 erhielt Menneval im Zuge der Französischen Revolution als Maneval den Status einer Gemeinde und 1801 das Recht auf kommunale Selbstverwaltung.
Im Deutsch-Französischen Krieg (1870–1871) wurde Menneval am 22. Januar 1871 von deutschen Truppen eingenommen. Einige Einwohner hatten sich im Schloss Menneval verschanzt und verteidigten sich. Sie zogen sich aber in den Wald zurück, als der Kommandant der Deutschen damit drohte, ganz Menneval niederzubrennen. Zwei Franzosen wurden getötet. Am 31. Januar verlangten die deutschen Besatzer eine Steuer von 475 Francs. Der am 28. Januar 1871 unterzeichnete Waffenstillstand wurde erst am 4. Februar öffentlich bekannt gemacht.
| Jahr      | 1793 | 1806 | 1856 | 1881 | 1926 | 1936 | 1954 | 1962 | 1968  | 1975  | 1982  | 1990  | 1999  | 2017  |
| --------- | ---- | ---- | ---- | ---- | ---- | ---- | ---- | ---- | ----- | ----- | ----- | ----- | ----- | ----- |
| Einwohner | 367  | 616  | 801  | 706  | 729  | 724  | 864  | 963  | 1.073 | 1.135 | 1.325 | 1.338 | 1.322 | 1.430 |

## Kultur und Sehenswürdigkeiten

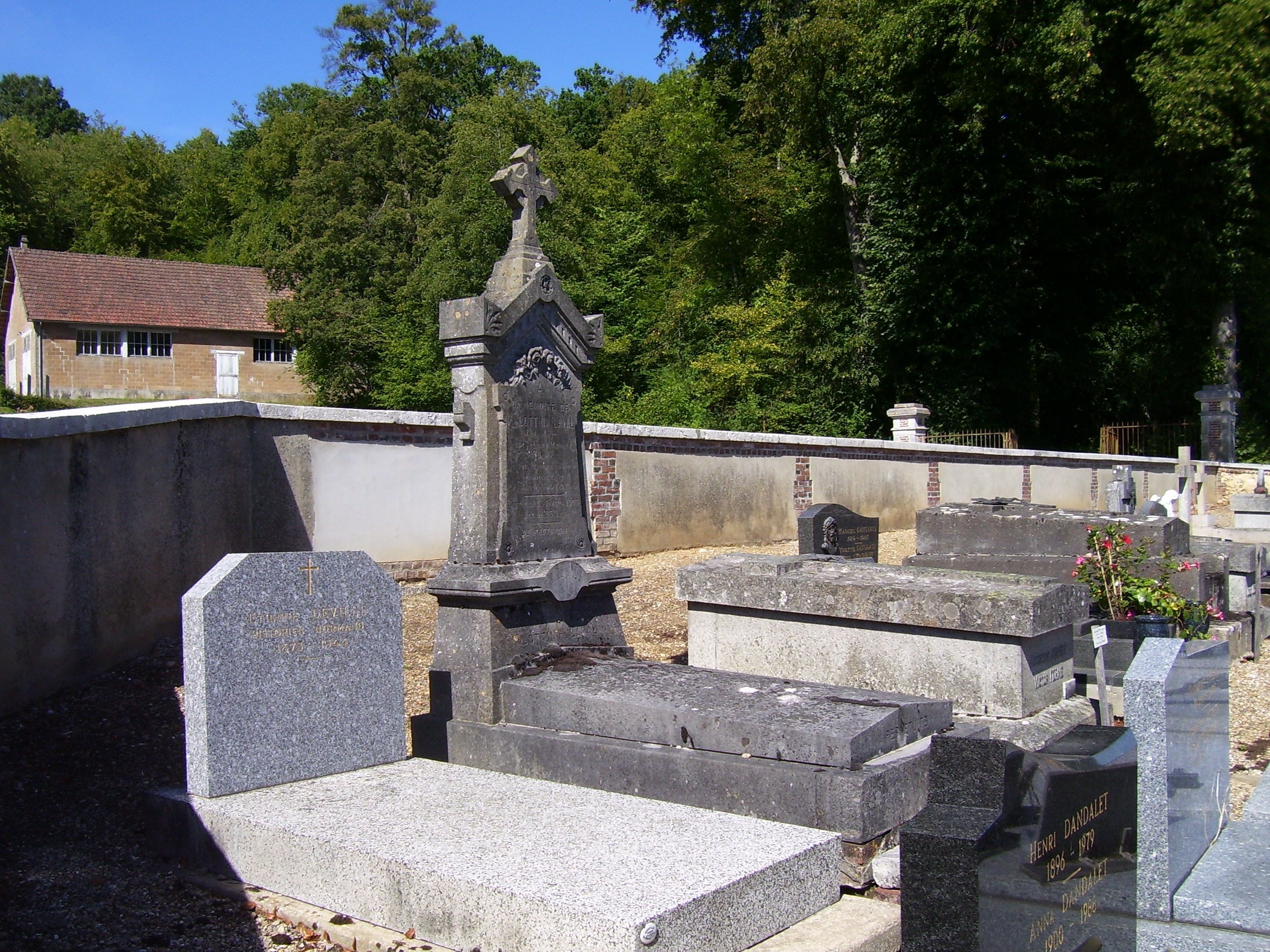
Die Gräber des Archäologen Pierre-Victorien Lottin und des Historikers Étienne Deville auf dem Friedhof von Menneval

Die Kirche Saint-Pierre wurde 1927  in das Zusatzverzeichnis der Monuments historiques („historische Denkmale“) eingetragen. Das Kirchenschiff stammt aus dem 12. Jahrhundert, das Dachgewölbe aus dem 13. Jahrhundert, der Chor aus dem 14. Jahrhundert und der Portalvorbau aus dem 16. Jahrhundert. Das große Kruzifix auf dem Bogen zwischen Chor und Kirchenschiff wurde vom damaligen Pfarrer Nicolas de la vallée 1771 gestiftet. Zwei der Gemälde in der Kirche stammen aus dem 17. Jahrhundert und wurden 1931 als Monument historique klassifiziert. Eine Grabplatte aus dem Jahre 1340 stellt Mathieu de Varenne dar, sie wurde 1907 als Monument historique eingestuft. Ein Kruzifix aus dem 17. Jahrhundert aus der Werkstatt von Michel Lourdel (Rouen) wurde 1983 denkmalgeschützt.
Menneval gehört zur römisch-katholischen Gemeinschaft Communauté de Bernay, die Teil der Pfarrei Notre Dame de Charentonne des Bistums Évreux ist.
Das Schloss Menneval liegt über dem Tal der Charentonne in einem Landschaftsgarten, der wiederum in einem Hochwald aus Buchen liegt. Es wurde um 1660 aus Backstein erbaut. Im 18. Jahrhundert ließ Pierre-Alexandre Dauger das Schloss modernisieren, einen Flügel erweitern und zahlreiche neue Fenster einbauen. Eine Kapelle aus dem 17. Jahrhundert, die dem Heiligen Leonhard von Limoges geweiht war, wurde 1820 von Frédéric Dauger abgerissen und durch Stallungen ersetzt. Er ließ außerdem das Hauptgebäude vergrößern und einen dritten Gebäudeflügel errichten. Amédé Dauger ließ die Südfassade 1860 erneuern und erweiterte das Gebäude um eine neue Kapelle im neugotischen Stil. 1910 wurde die Ehrentreppe erneuert und die Salons restauriert. Das Schloss befindet sich im Privatbesitz.

## Wirtschaft und Infrastruktur

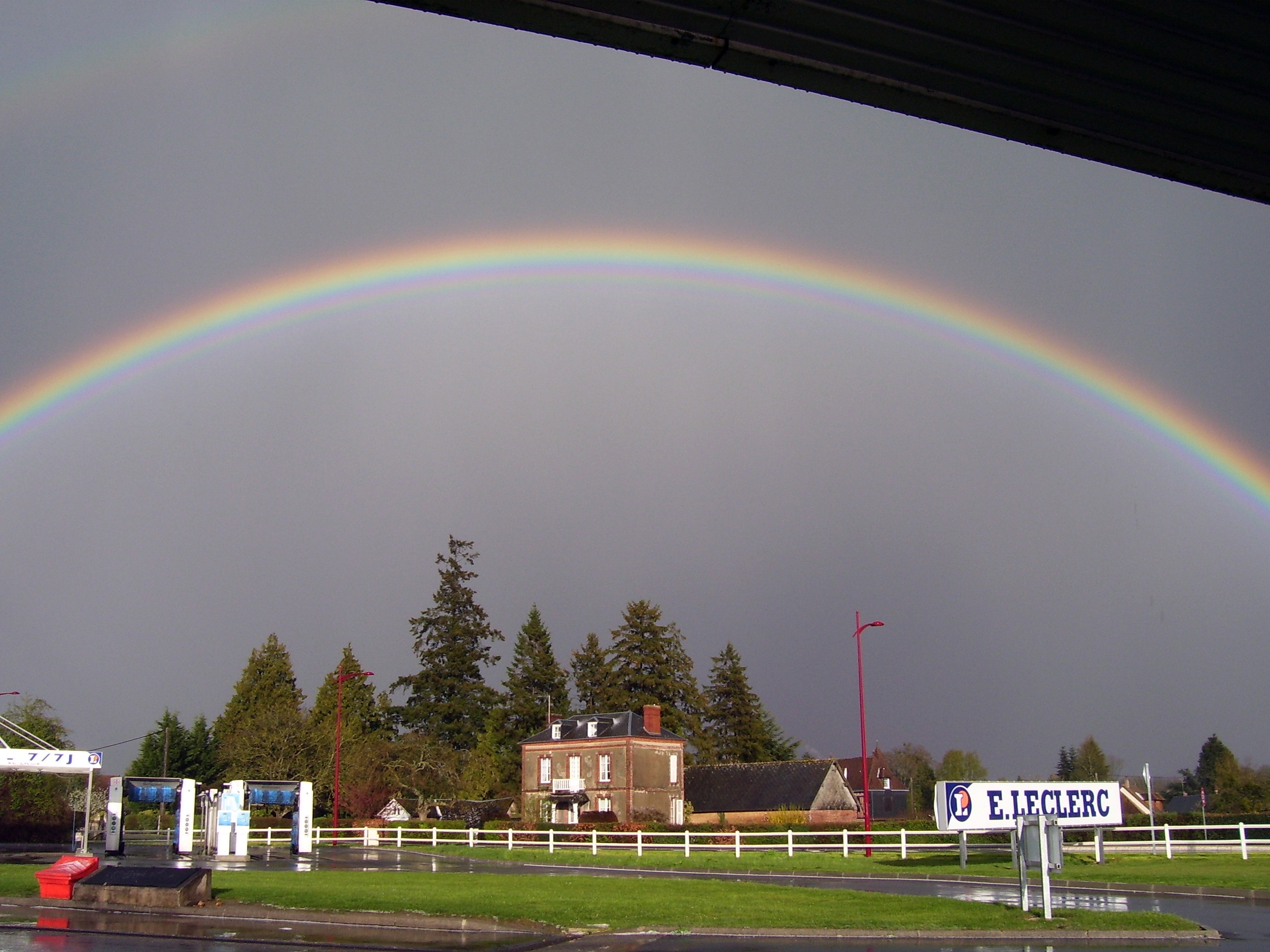
Regenbogen am E. Leclerc

Im 13. Jh. war Menneval für seine feinen Tuche bekannt.
1961 siedelte sich die Firma Prestil in Menneval an. Sie stellte Reißverschlüsse her. In Frankreich werden Reißverschlüsse auch fermeture Éclair („Eclairverschluss“) genannt, weil eine Reißverschlussmarke der Firma Prestil Éclair Prestil hieß. Inzwischen gehört das Reißverschlusswerk der Firma Éclair Prym. Das Werk hat 131 Mitarbeiter. Die Firma ist Teil der Prym Group.
Der Hypermarché E.Leclerc in Menneval beschäftigt 215 Personen.
Auf dem Gemeindegebiet gelten kontrollierte Herkunftsbezeichnungen (AOC) für Calvados und Pommeau (Pommeau de Normandie) sowie geschützte geographische Angaben (IGP) für Schweinefleisch (Porc de Normandie), Geflügel (Volailles de Normandie) und Cidre (Cidre de Normandie und Cidre normand).

## Persönlichkeiten
- Pierre-Victorien Lottin (1810–1903), genannt Lottin de Laval, Archäologe und Maler, war 1852 Bürgermeister von Menneval und wohnte dort von 1839 bis zu seinem Tod.